# Rugby Europe Championship
El Rugby Europe Championship (REC) es un torneo de rugby de selecciones europeas, organizado por Rugby Europe.
Su primera edición fue en el 2017, desde ahí pasó a ser la segunda categoría del rugby europeo luego del Seis Naciones.
Actualmente el último clasificado mediante puntuación de las dos últimas ediciones desciende al Rugby Europe Trophy.

## Historia
El torneo es la continuación de la extinta European Nations Cup, cuya última temporada fue la del 2014-16, torneo que se disputaba en temporadas de dos años, luego de la reorganización ocurrida en 2016, se cambió el formato y la estructura, siendo el Championship, la primera división, mientras que el Trophy será la segunda, disputándose ambas en formato similar al Torneo de las Seis Naciones.

## Campeonatos

### Rugby Europe Championship
| Edición | Año  | Campeón | 2.º puesto | 3.º puesto | 4.º puesto | 5.º puesto   | 6.º puesto   | 7.º puesto | 8.º puesto |
| ------- | ---- | ------- | ---------- | ---------- | ---------- | ------------ | ------------ | ---------- | ---------- |
| I       | 2017 | Rumania | Georgia    | España     | Rusia      | Alemania     | Bélgica      |            |            |
| II      | 2018 | Georgia | Rusia      | Alemania   | Bélgica    | España       | Rumania      |            |            |
| III     | 2019 | Georgia | España     | Rumania    | Rusia      | Bélgica      | Alemania     |            |            |
| IV      | 2020 | Georgia | España     | Rumania    | Portugal   | Rusia        | Bélgica      |            |            |
| V       | 2021 | Georgia | Portugal   | Rumania    | España     | Rusia        | Países Bajos |            |            |
| VI      | 2022 | Georgia | España     | Rumania    | Portugal   | Países Bajos | Rusia        |            |            |
| VII     | 2023 | Georgia | Portugal   | Rumania    | España     | Países Bajos | Alemania     | Bélgica    | Polonia    |
| VIII    | 2024 | Georgia | Portugal   | España     | Rumania    | Países Bajos | Alemania     | Bélgica    | Polonia    |
| IX      | 2025 | Georgia | España     | Rumania    | Portugal   | Bélgica      | Países Bajos | Suiza      | Alemania   |

## Posiciones
- Número de veces que los equipos ocuparon cada posición desde el nuevo formato instaurado en 2017.

| Equipo       | Campeón | 2.º puesto | 3.º puesto | 4.º puesto | 5.º puesto | 6.º puesto | 7.º puesto | 8.º puesto |
| ------------ | ------- | ---------- | ---------- | ---------- | ---------- | ---------- | ---------- | ---------- |
| Georgia      | 8       | 1          |            |            |            |            |            |            |
| Rumania      | 1       |            | 6          | 1          |            | 1          |            |            |
| España       |         | 4          | 2          | 2          | 1          |            |            |            |
| Portugal     |         | 3          |            | 3          |            |            |            |            |
| Rusia        |         | 1          |            | 2          | 2          | 1          |            |            |
| Alemania     |         |            | 1          |            | 1          | 3          |            | 1          |
| Bélgica      |         |            |            | 1          | 2          | 2          | 2          |            |
| Países Bajos |         |            |            |            | 3          | 2          |            |            |
| Suiza        |         |            |            |            |            |            | 1          |            |
| Polonia      |         |            |            |            |            |            |            | 2          |